# Tratado de Bucareste (1812)
O tratado de Bucareste foi um tratado internacional entre o Império Otomano e o Império Russo, foi assinado em 28 de maio de 1812, em Manuc's Inn, em Bucareste, e ratificado em 5 de julho de 1812, no final da Guerra Russo-Turca de 1806-1812. Os otomanos tinham se saído mal na guerra. A Sublime Porta, acima de tudo, queria ficar fora do conflito iminente entre a França de Napoleão e a Rússia. Os russos não queriam uma guerra em duas frentes, então eles fizeram a paz para serem livres para a próxima guerra com a França. Os otomanos haviam se livrado de uma guerra potencialmente desastrosa com uma ligeira perda de território. Este tratado tornou-se a base para futuras relações russo-otomanas.

## Antecedentes

### Guerra russo-turca de 1806
A guerra foi travada entre o Império Russo e o Império Otomano a partir de 1806. Aconteceu ao mesmo tempo que as Guerras Napoleónicas se espalhavam pela Europa. O sultão Selim III do Império Otomano foi encorajado pelo Império Francês a remover vários senhores de suas terras na Valáquia e na Moldávia. Isto foi devido às suas posições pró-russas mantidas nos estados vassalos otomanos. Durante isso, os franceses também se mudaram para a Península Balcânica, aumentando as tensões com a Rússia. Para proteger suas fronteiras de uma possível invasão francesa, a Rússia moveu milhares de soldados para a Moldávia e Valáquia, o que fez com que o sultão declarasse guerra à Rússia.

Inicialmente, uma grande ofensiva otomana foi enviada para Bucareste, Valáquia, que foi ocupada por russos, mas falhou. Na Armênia, alguns milhares de soldados russos venceram contra 20 000 das forças turcas, e então a Rússia teve uma grande vitória naval derrotando a frota otomana. Esta vitória naval, juntamente com as outras vitórias iniciais, levou Selim III a ser deposto. Os russos então destruíram a frota otomana para estabelecer a supremacia naval. Em 1811, o grão-vizir Ahmed Paxá reuniu 60 000 soldados turcos na Bulgária controlada pelos otomanos. Depois de alguns meses, eles atacaram os russos, mas foram retidos por tempo suficiente para que os russos recuassem através do rio Danúbio. Os turcos perseguiram-nos, mas foram levados para uma emboscada e foram prontamente cercados. Pouco depois dessas batalhas, a Rússia decidiu que era hora de fazer a paz.

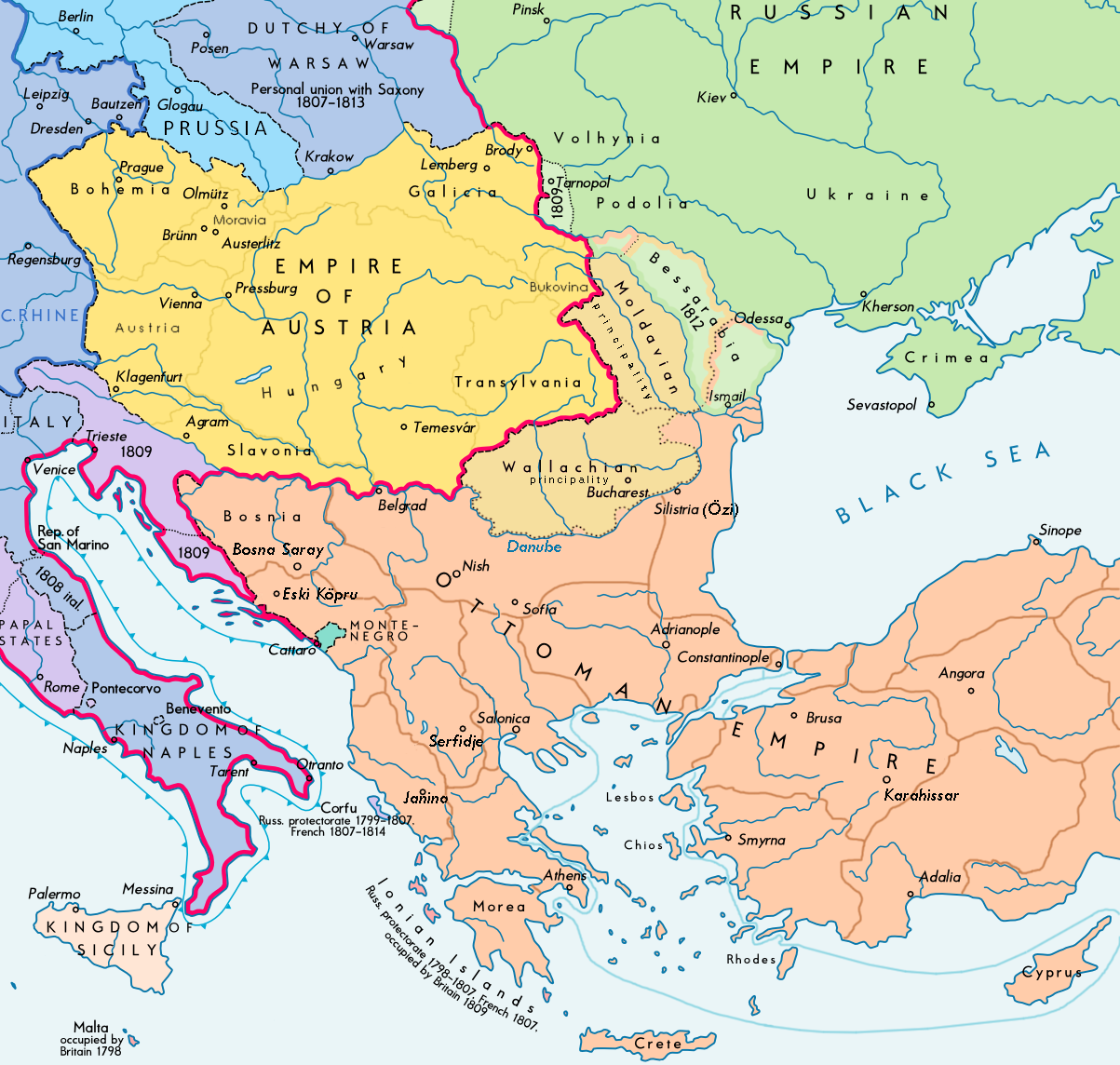
O sudeste europeu após o tratado de Bucareste: a Bessarábia em verde claro

## Negociações
As negociações tiveram lugar em Bucareste e começaram em 11 de janeiro de 1812. Os negociadores otomanos foram Mehmed Said Galib Efendi, Reis Efendi, Muftuzade Ibrahim Selim Efendi e Abdulhamid Efendi. Os plenipotenciários russos foram André Italinsky, Tenente-General Jean Sabaniev, Joseph Fontone e Antoine Fonton. Inicialmente, a Rússia se recusou a modificar os termos de paz para dar aos otomanos qualquer benefício. Eles queriam ganhar mais terras nos Bálcãs e no Cáucaso do que os otomanos estavam dispostos a dar e queriam o controle de muitos portos e fortalezas turcas ao longo do Mar Negro e do Rio Danúbio. Foi quando o plenipotenciário britânico, Stratford Canning, veio a Constantinopla para ajudar a levar o processo adiante. Canning recomendou à Rússia que fosse mais moderada em suas demandas de territórios europeus e asiáticos, porque se os otomanos fossem empurrados longe demais, eles poderiam recorrer à França para um aliado. Os franceses, no entanto, tentavam impedir que o acordo fosse alcançado. No início de maio, os russos modificaram o fim das exigências a conselho de Canning, para avançar no tratado. Eventualmente, o tratado foi assinado por ambas as partes em Manuc's Inn, Bucareste, em 28 de maio de 1812 e ratificado em 5 de julho de 1812.

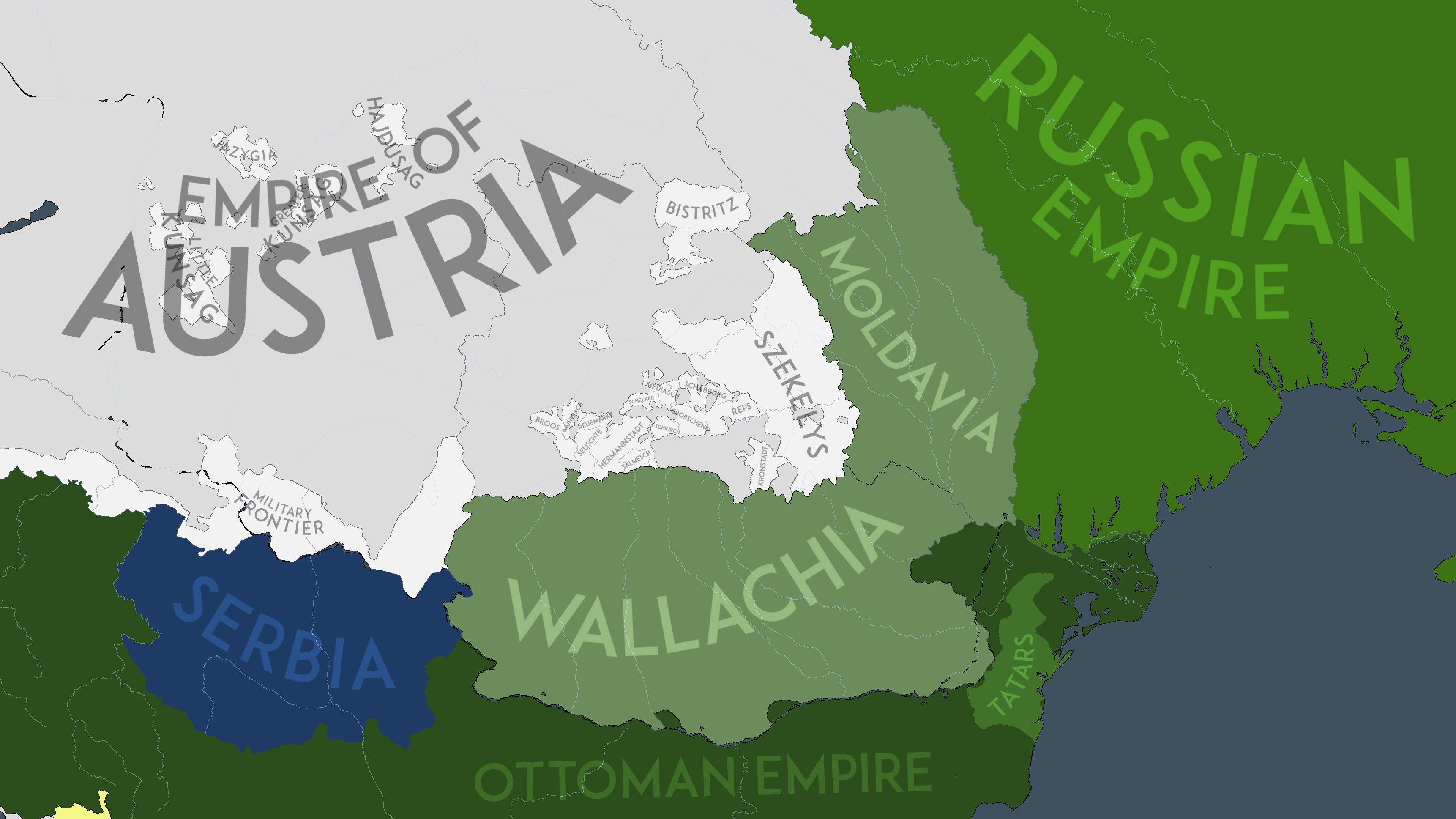
O Espaço Cárpato-Danúbio-Pôntico em 1812 d.C., após o Tratado de Bucareste, que levantou o Problema da Bessarábia.

## Termos
Sob seus termos, o Budjak e a metade oriental do Principado da Moldávia, entre os rios Prut e Dniester, com uma área de 45 630 km2 (17 617,8 sq mi) (Bessarabia), foi cedido pelo Império Otomano (do qual a Moldávia era vassalo) à Rússia. Além disso, a Rússia obteve direitos comerciais sobre o Danúbio.
Na Transcaucásia, os otomanos renunciaram às suas reivindicações para a maior parte da Geórgia ocidental, aceitando a anexação russa do Reino de Imereti, em 1810.  Em troca, eles mantiveram o controle de Akhalkalaki, Poti e Anapa anteriormente capturados pelas tropas russo-georgianas no curso da guerra.
Além disso, foi assinada uma trégua (artigo 8.º do Tratado) com os sérvios rebeldes e dada autonomia à Sérvia.
 

O Tratado de Bucareste, assinado pelo comandante russo Mikhail Kutuzov, foi ratificado por Alexandre I da Rússia 13 dias antes da invasão da Rússia por Napoleão.